# Маркін Михайло Семенович
Михайло Семенович Маркін (5 червня 1899 — 13 серпня 1986) — український радянський партійний діяч, депутат Верховної Ради УРСР 3—5-го скликань.

## Біографія

Могила Михайла Маркіна

Народився 5 червня 1899 року в селі Великий Бобрик Харківської губернії (тепер Краснопільського району Сумської області) у робітничій родині. У 1917 році закінчив Сумське сільськогосподарське училище.
Трудову діяльність розпочав у 1917 році інструктором ремісничої школи сільськогосподарського кредитного товариства у селі Великий Бобрик. Працював заступником директора Біловодського радгоспу Миропільського району Сумщини.
Член ВКП(б) з 1928 року.
Потім займав різні керівні посади в планових та адміністративних органах на Сумщині. З 1927 року працював заступником голови виконавчого комітету Білопільської районної ради депутатів трудящих, заступником голови та головою виконавчого комітету Лебединської районної ради депутатів трудящих. У короткий період з 1936 по 1937 рік переводився на роботу до міста Харкова, де обіймав посаду секретаря виконавчого комітету Харківської обласної ради депутатів трудящих.
У 1940—1941 роках — голова Сумської обласної планової комісії—заступник голови виконавчого комітету Сумської обласної ради депутатів трудящих.
У 1941—1943 роках — начальник управління автотранспорту РНК Мордовської АРСР; заступник голови Ради Народних Комісарів (РНК) Мордовської АРСР.
У 1943—1944 роках — завідувач відділу комунального господарства виконавчого комітету Сумської обласної ради депутатів трудящих.
У травні 1944—1950 роках — 1-й заступник голови виконавчого комітету Чернівецької обласної ради депутатів трудящих.
Освіта вища. У 1949 році закінчив Вищу партійну школу при ЦК ВКП(б).
З травня (затв. у листопаді) 1950 по 3 січня 1953 року — голова виконавчого комітету Чернівецької обласної ради депутатів трудящих.
У січні 1953—1955 роках — голова Волинської обласної планової комісії—заступник голови виконавчого комітету Волинської обласної ради депутатів трудящих.
У квітні 1955 — липні 1969 року — начальник Центрального Статистичного Управління при Раді Міністрів УРСР. Обирався депутатом Верховної Ради УРСР 3-го (1951—1955 роки), 4-го (1955—1959 роки) і 5-го (1959—1963 роки) скликань.
З 1969 року — персональний пенсіонер союзного значення.
Помер 13 серпня 1986 року. Похований в Києві на Байковому кладовищі (ділянка № 31).

## Нагороди
- два ордени Леніна (1960, 1966)
- орден Трудового Червоного Прапора (26.02.1958)
- орден «Знак Пошани» (23.01.1948)
- почесна грамота Президії Верховної Ради Української РСР (1959)
- дві медалі